# Gian Luigi Picchi
Gian Luigi Picchi (Tivoli, 28 ottobre 1946) è un pilota automobilistico italiano.

## Carriera
Picchi approda giovane nel mondo dell'automobilismo sportivo, proveniente dal Kart. Già riconosciuto come talento particolare (è campione italiano a squadre con l'Arcionia Karting nel 1963 e campione a squadre europeo con la squadra nazionale nel 1965), esordisce nelle categorie minori delle monoposto (K250 Tecno) diventando vicecampione italiano nel 1966, per passare alla F850, dove debutta con la Lucky-Genovese nel 1967 vincendo subito due corse. Nel 1968 è pilota ufficiale della De Sanctis F850 e diventa campione italiano della specialità vincendo quattro gare (è il primo pilota proveniente dal Kart a vincere un campionato automobilistico in Italia). Nel 1968 comincia a correre in Formula 3 e nel 1969 diventa campione italiano come pilota ufficiale della Tecno.
Verso la fine della stagione 1969 viene invitato dalla squadra ufficiale Alfa Romeo Autodelta ad una selezione di piloti, dove risulta il più veloce fra i 25 convocati. L'inizio della stagione 1970 lo vede ancora vincente in due gare della F3, ma viene poi convocato come pilota ufficiale dell'Autodelta per il Campionato Europeo Turismo (ETCC), dove durante la stagione vince in due gare (Nürburgring e Zandvoort) e diventa vicecampione europeo nella divisione 2. Per la stagione 1971 la CSAI gli affida la vettura della Formula 2 come pilota emergente, ma dopo solo quattro gare costellate da avarie meccaniche Picchi abbandona il campionato F2. Sempre nel 1971 l'Autodelta assegna a Picchi la GTA Junior 1300, con la quale si aggiudica il Campionato Europeo Turismo vincendo in sei delle nove gare disputate (Monza, Salzburgring, Brno, Zandvoort, Paul Ricard, Jarama). Nel 1972 è ancora vincente in tre gare dell'ETCC e contribuisce così in modo decisivo alla conquista del Campionato Europeo Marche per l'Alfa Romeo. In quest'anno partecipa ai collaudi dell'Alfa Romeo 33/3000TT e viene inserito come pilota ufficiale per il Mondiale Marche, ma per la protesta dell'Alfa Romeo contro il regolamento adottato l'Autodelta abbandona la stagione 1973.
Quello stesso anno, alla nascita del primo dei tre figli, Picchi decide di abbandonare l'attività di pilota professionista e si ritira dalle competizioni. Nel 1988 viene chiamato a gareggiare in gare storiche, dove vince due volte con l'Alfa Romeo 2600 e la Ferrari 250 GTO. Nel 1990 partecipa al Campionato Italiano Turismo N2 con la Vaccari Motori, dove vince a Magione ed è in testa al campionato fino all'incidente a Imola, che lo priva della macchina. Nel 2004 partecipa con Maurizio Flammini alla serie Superstars, dove vince a Mugello in gara inaugurale con la BMW M5 della Vaccari Motori.
Durante la sua carriera agonistica partecipa in tre anni a 115 gare, vincendone 44.

## Palmarès
- 1963 - Campione italiano karting a squadre
- 1965 - Campione europeo karting, componente squadra nazionale
- 1966 - Vicecampione italiano K250
- 1968 - Campione italiano F850, pilota ufficiale De Sanctis
- 1969 - Campione italiano F3, pilota ufficiale Tecno
- 1970 - Vicecampione europeo Turismo divisione 2, pilota ufficiale Alfa Romeo Autodelta
- 1971 - Campione europeo Turismo divisione 1, pilota ufficiale Alfa Romeo Autodelta

## Riconoscimenti
- 1969 - Casco d'Argento di Autosprint
- 1969 - Premio Ascari Castelletti Musso
- 1969 - Medaglia di Bronzo al Valore Atletico